# TNA One Night Only (2013)
TNA One Night Only (2013) es una serie de eventos de lucha libre profesional organizados por Total Nonstop Action (TNA) en 2013.

## X-Travaganza
One Night Only: X-Travaganza  rindió homenaje y tributo a la X-Division y donde las estrellas de X-Division del pasado, presente y futuro colisionaron. Como parte de su gira de retiro, durante este especial se llevó a cabo el último combate de Jerry Lynn en TNA. Se llevó a cabo el 12 de enero de 2013, desde la Impact Zone en Orlando, Florida y se emitió en PPV el 5 de abril de 2013
| N.º | Resultados                                                                                  | Estipulación                                        | Tiempo |
| --- | ------------------------------------------------------------------------------------------- | --------------------------------------------------- | ------ |
| 1   | Christian York venció a Alex Silva, Jimmy Rave, Lince Dorado, Matt Bentley, Puma y Sam Shaw | Xscape match                                        | 16.01  |
| 2   | Douglas Williams y Kid Kash vencieron a Rashad Cameron y Anthony Nese                       | Tag Team Match                                      | 13:17  |
| 3   | Chavo Guerrero venció a Robbie E                                                            | Singles Match con Joseph Park como Árbitro Especial | 05:10  |
| 4   | Kenny King venció a Mason Andrews, Rubix y DJZ                                              | Ultimate X Match                                    | 15:23  |
| 5   | Bad Influence (Christopher Daniels y Kazarian) vencieron a Petey Williams y Sonjay Dutt     | Tag Team Match                                      | 12:48  |
| 6   | Rob Van Dam venció a Jerry Lynn                                                             | No Disqualification Match                           | 16:58  |
| 7   | Austin Aries venció a Samoa Joe                                                             | Singles Match                                       | 18:27  |

Xscape eliminations
| N.º | Participante   | Eliminado por                                                             | Duración |
| --- | -------------- | ------------------------------------------------------------------------- | -------- |
| 1   | Lince Dorado   | Christian York                                                            | 07:17    |
| 2   | Puma           | Sam Shaw                                                                  | 08.00    |
| 3   | Alex silva     | Matt Bentley                                                              | 09:00    |
| 4   | Sam Shaw       | jimmy Rave                                                                | 10:41    |
| 5   | Matt Bentley   | Christian York                                                            | 12:37    |
| 6   | Jimmy Rave     | Christian York (No pudo escapar de la estructura durante la Xscape Match) | 16:01    |
| 7   | Christian York | Ganador                                                                   | 16:01    |

## Joker's Wild
One Night Only: Joker's Wild fue un PPV temático en el que equipos eran escogidos al azar en una lotería y los equipos tuvieron que trabajar juntos para avanzar al evento principal que constaba de un Gauntlet Battle Royal, con el gran premio de US $ 100,000. Se llevó a cabo el 12 de enero de 2013, desde la Impact Zone en Orlando, Florida y se emitió en PPV el 3 de mayo de 2013.
| N.º | Resultados                                                               | Estipulación                                                                          | Tiempo |
| --- | ------------------------------------------------------------------------ | ------------------------------------------------------------------------------------- | ------ |
| 1   | Christian York y James Storm vencieron a Crimson y Gunner                | Tag-Team match para clasificar en el Gauntlet Battle royal match más tarde esa noche. | 08:39  |
| 2   | Jessie Godderz y Mr. Anderson vencieron a Douglas Williams y Kid Kash    | Tag-Team match para clasificar en el Gauntlet Battle royal match más tarde esa noche. | 14:41  |
| 3   | Christopher Daniels y Samoa Joe vencieron a Chavo Guerrero y Rob Van Dam | Tag-Team match para clasificar en el Gauntlet Battle royal match más tarde esa noche. | 10:09  |
| 4   | Bobby Roode y Joseph Park vencieron a Robbie E y DJZ                     | Tag-Team match para clasificar en el Gauntlet Battle royal match más tarde esa noche. | 09.37  |
| 5   | Aces & Eights (Devon y D.O.C.) vencieron a Alex Silva y Hernandez        | Tag-Team match para clasificar en el Gauntlet Battle royal match más tarde esa noche. | 11:46  |
| 6   | Matt Morgan y Robbie T vencieron a Al Snow y Joey Ryan                   | Tag-Team match para clasificar en el Gauntlet Battle royal match más tarde esa noche. | 10:10  |
| 7   | James Storm gana el premio de $100.000 USD al eliminar a Bobby Roode     | 12-person intergender Gauntlet Battle Royal                                           | 24:02  |

Joker's Wild Gauntlet Match
| N.º | Entrada             | Eliminación | Eliminado por             | Tiempo |
| --- | ------------------- | ----------- | ------------------------- | ------ |
| 1   | James Storm         | —           | Ganador                   | 24:00  |
| 2   | Bobby Roode         | 11          | James Storm               | 24:00  |
| 3   | Devon               | 10          | James Storm               | 23:35  |
| 4   | D.O.C.              | 1           | James Storm y Bobby Roode | 05.59  |
| 5   | Jessie Godderz      | 2           | Joseph Park               | 12:52  |
| 6   | Christian York      | 3           | Robbie T                  | 18:49  |
| 7   | Joseph Park         | 6           | Matt Morgan               | 21:32  |
| 8   | Mr. Anderson        | 5           | Robbie T                  | 20:20  |
| 9   | Christopher Daniels | 4           | Robbie T                  | 19:08  |
| 10  | Samoa Joe           | 7           | Matt Morgan               | 21:53  |
| 11  | Robbie T            | 8           | Matt Morgan               | 22:11  |
| 12  | Matt Morgan         | 9           | James Storm               | 22.34  |

## Hardcore Justice 2
One Night Only: Hardcore Justice 2 consistió en combates con varias estipulaciones de luchas de hardcore, y se llevó a cabo el 19 de marzo de 2013, desde la Impact Zone en Orlando, Florida, y se emitió por PPV el 5 de julio de 2013.
| N.º | Resultados | Estipulación                                | Tiempo |
| --- | --- | ------------------------------------------- | ------ |
| 1   | The Latin American Xchange (Homicide y Hernandez) vencieron a The Disciples of the New Church (Sinn y Slash)     | Street Fight                                | 10:09  |
| 2   | ODB venció a Jackie Moore                                                                                        | Hardcore Knockouts Match                    | 09:18  |
| 3   | Bad Influence (Christopher Daniels y Kazarian) vencieron a Generation Me (Jeremy Buck y Max Buck)                | Ladder Match por un cheque de 20.000 USD    | 13.31  |
| 4   | Shark Boy venció a Gunner, Crimson, Little Guido, Funaki, Sam Shaw, Johnny Swinger, 2 Cold Scorpio y Devon Storm | Hardcore Gauntlet Battle Royal              | 19:24  |
| 5   | James Storm, Magnus y Bob Holly vencieron a Aces & Eights (D.O.C., Wes Brisco y Knux)                            | Six-Man Hardcore Elimination tag team match | 12:03  |
| 6   | Joseph Park venció a Judas Mesias (con James Mitchell)                                                           | Monster's Ball Match                        | 12.20  |
| 7   | Jeff Hardy y Brother Runt vencieron a Team 3D (Bully Ray y Devon)                                                | Tables Match                                | 09.44  |

Hardcore Gauntlet Battle Royal
| N.º | Entrada        | Arma             | Orden | Eliminado por              | Tiempo |
| --- | -------------- | ---------------- | ----- | -------------------------- | ------ |
| 1   | Devon Storm    | Palo de Golf     | 3     | Gunner                     | 10.45  |
| 2   | Little Guido   | Recogedor        | 2     | Funaki                     | 09.28  |
| 3   | Crimson        | Paraguas         | 7     | Shark Boy                  | 19:20  |
| 4   | Sam Shaw       | Caña             | 4     | 2 Cold Scorpio             | 13:09  |
| 5   | Johnny Swinger | Muleta           | 1     | Little Guido               | 06.31  |
| 6   | Funaki         | Barandilla       | 5     | 2 Cold Scorpio y Shark Boy | 16:11  |
| 7   | Gunner         | Porra de policía | 8     | Shark Boy                  | 19:24  |
| 8   | 2 Cold Scorpio | Escoba           | 6     | Crimson y Gunner           | 16:58  |
| 9   | Shark Boy      | Tiburón nodriza  | —     | Ganador                    | 19.24  |

Six-Man Elimination Tag Team Match
| Luchador    | Orden | Eliminado por | Tiempo |
| ----------- | ----- | ------------- | ------ |
| Knux        | 1     | Bob Holly     | 10:37  |
| Bob Holly   | 2     | Wes Brisco    | 10:42  |
| Wes Brisco  | 3     | Magnus        | 10:55  |
| Magnus      | 4     | D.O.C.        | 11.06  |
| D.O.C.      | 5     | James Storm   | 12:53  |
| James Storm | —     | Ganador       | 12:53  |

## 10 Reunion
One Night Only: 10 Reunion incluyó estrellas de los primeros años de TNA. Las mayores enemistades y rivalidades de TNA del pasado, se reavivaron solo por una noche. Se llevó a cabo el 17 de marzo de 2013, desde la Impact Zone en Orlando, Florida y se emitió en PPV el 2 de agosto de 2013.
| N.º | Resultados | Estipulación             | Tiempo |
| --- | --- | ------------------------ | ------ |
| 1   | Kenny King venció a Petey Williams y Sonjay Dutt                                                                                                  | Three-Way Match          | 12:52  |
| 2   | Velvet Sky venció a Gail Kim | Singles Match            | 05:28  |
| 3   | Matt Morgan venció a Joseph Park, Johnny Devine, Shark Boy, Chase Stevens, Cassidy Riley, Robbie E, Jessie Godderz, Mr. Anderson y Johnny Swinger | Gauntlet Match           | 22:03  |
| 4   | Team 3D (Bully Ray y Devon) vencieron a The Latin American Xchange (Homicide y Hernandez) y Bad Influence (Christopher Daniels y Kazarian)        | Three-way Tag Team match | 12:37  |
| 5   | Jeff Hardy venció a Austin Aries | Singles Match            | 12.57  |
| 6   | Bobby Roode venció a James Storm | Singles Match            | 13:56  |
| 7   | Kurt Angle venció a Samoa Joe | Singles Match            | 12:17  |

Gauntlet Battle Royal
| N.º | Entrada        | Eliminación | Eliminado por             | Tiempo |
| --- | -------------- | ----------- | ------------------------- | ------ |
| 1   | Johnny Devine  | 1           | Shark Boy                 | 01.47  |
| 2   | Shark Boy      | 7           | Matt Morgan               | 17:51  |
| 3   | Chase Stevens  | 3           | Matt Morgan               | 10:51  |
| 4   | Cassidy Riley  | 2           | Robbie E y Jessie Godderz | 09:27  |
| 5   | Robbie E       | 4           | Matt Morgan               | 11.24  |
| 6   | Jessie Godderz | 5           | Matt Morgan               | 11.37  |
| 7   | Matt Morgan    | —           | Ganador                   | 22:03  |
| 8   | Mr. Anderson   | 8           | Joseph Park               | 19:01  |
| 9   | Johnny Swinger | 6           | Mr. Anderson              | 17:33  |
| 10  | Joseph Park    | 9           | Matt Morgan               | 22:03  |

## Knockout Knockdown
One Night Only: Knockout Knockdown fue una serie de combates con varias Knockouts y luchadoras independientes. Las ganadoras de estos combate avanzarán a una batalla real, con la ganador siendo coronada como la "Reina de los Knockouts". Se llevó a cabo el 17 de marzo de 2013, desde Impact Zone en Orlando, Florida y se emitió en PPV el 6 de septiembre de 2013.
| N.º | Resultados | Estipulación                                                                                        | Tiempo |
| --- | --- | --------------------------------------------------------------------------------------------------- | ------ |
| 1   | Gail Kim venció a Alissa Flash                                                                                    | Singles Match para clasificar en el Knockout Gauntlet Battle Royal match más tarde esa noche.       | 08:16  |
| 2   | Lei'D Tapa venció a Ivelisse                                                                                      | Singles Match para clasificar en el Knockout Gauntlet Battle Royal match más tarde esa noche.       | 07:32  |
| 3   | Tara venció a Mia Yim                                                                                             | Singles Match para clasificar en el Knockout Gauntlet Battle Royal match más tarde esa noche.       | 06:19  |
| 4   | Miss Tessmacher venció a Santana                                                                                  | Singles Match para clasificar en el Knockout Gauntlet Battle Royal match más tarde esa noche.       | 04:19  |
| 5   | ODB venció a Trinity                                                                                              | Singles Match para clasificar en el Knockout Gauntlet Battle Royal match más tarde esa noche.       | 06:13  |
| 6   | Jackie Moore venció a Taryn Terrell                                                                               | Singles Match para clasificar en el Knockout Gauntlet Battle Royal match más tarde esa noche.       | 05.05  |
| 7   | Hannah Blossom venció a Sojo Bolt y Taeler Hendrix                                                                | Triple Threat Match para clasificar en el Knockout Gauntlet Battle Royal match más tarde esa noche. | 04:53  |
| 8   | Velvet Sky venció a Jillian Hall                                                                                  | Singles Match para clasificar en el Knockout Gauntlet Battle Royal match más tarde esa noche.       | 06.40  |
| 9   | Mickie James venció a Serena                                                                                      | Singles Match para clasificar en el Knockout Gauntlet Battle Royal match más tarde esa noche.       | 10:55  |
| 10  | Gail Kim venció a Hannah Blossom, Jackie Moore, Lei'D Tapa, Mickie James, Velvet Sky, Miss Tessmacher, ODB y Tara | Knockout Gauntlet Battle Royal match para coronar a la "Reina de las Knockouts"                     | 20:40  |

Gauntlet Battle Royal
| N.º | Entrada         | Eliminación | Eliminado por   | Tiempo |
| --- | --------------- | ----------- | --------------- | ------ |
| 1   | Hannah Blossom  | 1           | Gail Kim        | 01:29  |
| 2   | Gail Kim        | —           | Ganadora        | 20:40  |
| 3   | Lei'D Tapa      | 2           | Gail Kim y Tara | 07:25  |
| 4   | Tara            | 7           | Mickie James    | 18:24  |
| 5   | Mickie James    | 8           | Gail Kim        | 20:40  |
| 6   | Miss Tessmacher | 6           | Tara            | 17:32  |
| 7   | Jackie Moore    | 3           | ODB             | 13.52  |
| 8   | ODB             | 4           | Velvet Sky      | 16:43  |
| 9   | Velvet Sky      | 5           | Gail Kim        | 17:05  |

## Tournament of Champions
One Night Only: Tournament of Champions incluyó a los mejores campeones del mundo en la historia de TNA luchando para determinar el más grande de todos los tiempos. Se llevó a cabo el 19 de marzo de 2013, desde la Impact Zone en Orlando, Florida y se emitió en PPV el 1 de noviembre de 2013.
| N.º | Resultados                                         | Estipulación  | Tiempo |
| --- | -------------------------------------------------- | ------------- | ------ |
| 1   | James Storm venció a Mr. Anderson                  | Singles Match | 05.33  |
| 2   | Samoa Joe venció a Jeff Hardy                      | Singles Match | 09:01  |
| 3   | Austin Aries venció a Kurt Angle                   | Singles Match | 11:13  |
| 4   | James Storm venció a Bully Ray por Descalificación | Singles Match | 06:38  |
| 5   | Bobby Roode venció a Sting por rendición           | Singles Match | 07.06  |
| 6   | Samoa Joe venció a Austin Aries                    | Singles Match | 08:58  |
| 7   | Bobby Roode venció a James Storm por Rendición     | Singles Match | 09:19  |
| 8   | Bobby Roode venció a Samoa Joe                     | Singles Match | 09:55  |

Tabla del torneo
|  | Octavos de final | Octavos de final | Octavos de final |              |             | Cuartos de final | Cuartos de final | Cuartos de final |       |  | Semifinales | Semifinales | Semifinales |     |  | Final | Final | Final |  |
|  |                  |                  |                  |              |             |                  |                  |                  |       |  |             |             |             |     |  |       |       |       |  |
|  |                  |                  |                  |              |             |                  |                  |                  |       |  |             |             |             |     |  |       |       |       |  |
|  | James Storm      | James Storm      | PIN              |              |             |                  |                  |                  |       |  |             |             |             |     |  |       |       |       |  |
|  | James Storm      | James Storm      | PIN              |              |             |                  |                  |                  |       |  |             |             |             |     |  |       |       |       |  |
|  | Mr. Anderson     | Mr. Anderson     | 05:53            |              |             |                  |                  |                  |       |  |             |             |             |     |  |       |       |       |  |
|  | Mr. Anderson     | Mr. Anderson     | 05:53            |              | James Storm | James Storm      | DQ               |                  |       |  |             |             |             |     |  |       |       |       |  |
|  |                  |                  |                  |              | James Storm | James Storm      | DQ               |                  |       |  |             |             |             |     |  |       |       |       |  |
|  |                  |                  | Bully Ray        | Bully Ray    | 06:38       |                  |                  |                  |       |  |             |             |             |     |  |       |       |       |  |
|  |                  |                  | Bully Ray        | Bully Ray    | 06:38       |                  |                  |                  |       |  |             |             |             |     |  |       |       |       |  |
|  |                  |                  |                  |              |             |                  |                  |                  |       |  |             |             |             |     |  |       |       |       |  |
|  |                  |                  |                  |              |             |                  |                  |                  |       |  |             |             |             |     |  |       |       |       |  |
|  |                  |                  |                  |              |             |                  | James Storm      | James Storm      | 09:19 |  |             |             |             |     |  |       |       |       |  |
|  |                  |                  |                  |              |             |                  |                  |                  | 09:19 |  |             |             |             |     |  |       |       |       |  |
|  |                  |                  | Bobby Roode      | Bobby Roode  | SUB         |                  |                  |                  |       |  |             |             |             |     |  |       |       |       |  |
|  |                  |                  | Bobby Roode      | Bobby Roode  | SUB         |                  |                  |                  |       |  |             |             |             |     |  |       |       |       |  |
|  |                  |                  |                  |              |             |                  |                  |                  |       |  |             |             |             |     |  |       |       |       |  |
|  |                  |                  |                  |              |             |                  |                  |                  |       |  |             |             |             |     |  |       |       |       |  |
|  |                  | Bobby Roode      | Bobby Roode      | SUB          |             |                  |                  |                  |       |  |             |             |             |     |  |       |       |       |  |
|  |                  |                  |                  | SUB          |             |                  |                  |                  |       |  |             |             |             |     |  |       |       |       |  |
|  |                  |                  | Sting            | Sting        | 07:06       |                  |                  |                  |       |  |             |             |             |     |  |       |       |       |  |
|  |                  |                  | Sting            | Sting        | 07:06       |                  |                  |                  |       |  |             |             |             |     |  |       |       |       |  |
|  |                  |                  |                  |              |             |                  |                  |                  |       |  |             |             |             |     |  |       |       |       |  |
|  |                  |                  |                  |              |             |                  |                  |                  |       |  |             |             |             |     |  |       |       |       |  |
|  |                  |                  |                  |              |             |                  |                  |                  |       |  |             | Bobby Roode | Bobby Roode | PIN |  |       |       |       |  |
|  |                  |                  |                  |              |             |                  |                  |                  |       |  |             |             |             | PIN |  |       |       |       |  |
|  |                  |                  | Samoa Joe        | Samoa Joe    | 09:55       |                  |                  |                  |       |  |             |             |             |     |  |       |       |       |  |
|  |                  |                  | Samoa Joe        | Samoa Joe    | 09:55       |                  |                  |                  |       |  |             |             |             |     |  |       |       |       |  |
|  |                  |                  |                  |              |             |                  |                  |                  |       |  |             |             |             |     |  |       |       |       |  |
|  |                  |                  |                  |              |             |                  |                  |                  |       |  |             |             |             |     |  |       |       |       |  |
|  |                  | Samoa Joe        | Samoa Joe        | PIN          |             |                  |                  |                  |       |  |             |             |             |     |  |       |       |       |  |
|  |                  |                  |                  | PIN          |             |                  |                  |                  |       |  |             |             |             |     |  |       |       |       |  |
|  |                  |                  | Jeff Hardy       | Jeff Hardy   | 09:01       |                  |                  |                  |       |  |             |             |             |     |  |       |       |       |  |
|  |                  |                  | Jeff Hardy       | Jeff Hardy   | 09:01       |                  |                  |                  |       |  |             |             |             |     |  |       |       |       |  |
|  |                  |                  |                  |              |             |                  |                  |                  |       |  |             |             |             |     |  |       |       |       |  |
|  |                  |                  |                  |              |             |                  |                  |                  |       |  |             |             |             |     |  |       |       |       |  |
|  |                  |                  |                  |              |             |                  | Samoa Joe        | Samoa Joe        | PIN   |  |             |             |             |     |  |       |       |       |  |
|  |                  |                  |                  |              |             |                  |                  |                  | PIN   |  |             |             |             |     |  |       |       |       |  |
|  |                  |                  | Austin Aries     | Austin Aries | 08:58       |                  |                  |                  |       |  |             |             |             |     |  |       |       |       |  |
|  |                  |                  | Austin Aries     | Austin Aries | 08:58       |                  |                  |                  |       |  |             |             |             |     |  |       |       |       |  |
|  |                  |                  |                  |              |             |                  |                  |                  |       |  |             |             |             |     |  |       |       |       |  |
|  |                  |                  |                  |              |             |                  |                  |                  |       |  |             |             |             |     |  |       |       |       |  |
|  |                  | Austin Aries     | Austin Aries     | PIN          |             |                  |                  |                  |       |  |             |             |             |     |  |       |       |       |  |
|  |                  |                  |                  | PIN          |             |                  |                  |                  |       |  |             |             |             |     |  |       |       |       |  |
|  |                  |                  | Kurt Angle       | Kurt Angle   | 11.13       |                  |                  |                  |       |  |             |             |             |     |  |       |       |       |  |
|  |                  |                  | Kurt Angle       | Kurt Angle   | 11.13       |                  |                  |                  |       |  |             |             |             |     |  |       |       |       |  |
|  |                  |                  |                  |              |             |                  |                  |                  |       |  |             |             |             |     |  |       |       |       |  |
|  |                  |                  |                  |              |             |                  |                  |                  |       |  |             |             |             |     |  |       |       |       |  |
|  |                  |                  |                  |              |             |                  |                  |                  |       |  |             |             |             |     |  |       |       |       |  |
|  |                  |                  |                  |              |             |                  |                  |                  |       |  |             |             |             |     |  |       |       |       |  |

## World Cup
One Night Only: World Cup fue un evento que llevó a equipos de luchadores de todo el mundo e hizo competir a luchadores peso pesado, X division, parejas y miembros de las Knockouts para coronar a los campeones de la TNA World Cup. Se llevó a cabo el 18 de marzo de 2013, desde Impact Zone en Orlando, Florida y se emitió en PPV el 6 de diciembre de 2013.

Equipos y miembros
| Team USA            | Team UK        | Team International | Team Aces & Eights |
| ------------------- | -------------- | ------------------ | ------------------ |
| Christopher Daniels | Doug Williams  | Funaki             | D.O.C.             |
| James Storm         | Magnus         | Mesias             | Knux               |
| Kazarian            | Rob Terry      | Petey Williams     | Mr. Anderson       |
| Kenny King          | Rockstar Spud  | Sonjay Dutt        | Wes Brisco         |
| Mickie James        | Hannah Blossom | Lei'D Tapa         | Ivelisse           |

| N.º | Resultados | Estipulación                            | Tiempo |
| --- | --- | --------------------------------------- | ------ |
| 1   | Team UK Magnus venció a Team Aces & Eights Mr. Anderson | Singles Match                           | 10:51  |
| 2   | Team USA Kenny King venció a Team International Sonjay Dutt | Singles Match                           | 11:35  |
| 3   | Team International Lei'D Tapa venció a Team UK Hannah Blossom | Singles Match                           | 05:02  |
| 4   | Team Aces & Eights D.O.C. y Knux vencieron a Team International Funaki y Petey Williams                                                                              | Tag-Team match                          | 10:55  |
| 5   | Team Aces & Eights Wes Brisco venció a Team UK Rockstar Spud | Singles Match                           | 07:04  |
| 6   | Team USA Bad Influence (Christopher Daniels y Kazarian) vencieron a Team UK British Invasion (Doug Williams y Rob Terry)                                             | Tag-Team match                          | 11:10  |
| 7   | Team Aces & Eights Ivelisse venció a Team Team USA Mickie James | Singles Match                           | 09:22  |
| 8   | Team USA James Storm venció a Team International Mesias | Singles Match                           | 11:06  |
| 9   | Team USA (Christopher Daniels, James Storm , Kazarian, Kenny King y Mickie James) vencieron a Team Aces & Eights (D.O.C., Knux, Mr. Anderson, Wes Brisco e Ivelisse) | Five-on-Five Elimination Tag Team match | 18:25  |

Puntos
| Lugar | Equipo             | Puntos | Luchas |
| ----- | ------------------ | ------ | ------ |
| 1     | Team USA           | 4      | 5      |
| 2     | Team Aces & Eights | 3      | 5      |
| 3     | Team UK            | 1      | 4      |
| 4     | Team International | 1      | 4      |

Ten-person elimination tag team match
| Luchador                                    | Equipo        | Orden de Eliminación | Eliminado por       | Tiempo |
| ------------------------------------------- | ------------- | -------------------- | ------------------- | ------ |
| Kenny King                                  | USA           | 1                    | Wes Brisco          | 06:37  |
| Ivelisse                                    | Aces & Eights | 2                    | Mickie James        | 09:35  |
| Mickie James                                | USA           | 3                    | Wes Brisco          | 09:43  |
| Wes Brisco                                  | Aces & Eights | 4                    | James Storm         | 09:53  |
| Knux                                        | Aces & Eights | 5                    | Christopher Daniels | 12:20  |
| Mr. Anderson                                | Aces & Eights | 6                    | James Storm         | 18:14  |
| D.O.C.                                      | Aces & Eights | 7                    | James Storm         | 18:25  |
| James Storm, Kazarian y Christopher Daniels | USA           | —                    | Ganadores           | 18:25  |